# عبد العزيز الزمزمي
عزّ الدين عبد العزيز بن علي بن عبد العزيز الزمزمي ( 1495 - 24 أبريل 1569) (900 - 9 ذي القعدة 976) فقيه شافعي وكاتب وشاعر حجازي من أهل القرن العاشر الهجري/ السادس عشر الميلادي. ولد في مكة ونشأ بها. وقد دخل بلاد الشام في أثناء سفره من الحجاز إلى الأناضول في سنة 952 هـ/ 1545 م. توفي محتملًا في أسطنبول. له مؤلفاته عديدة في الأدب والشعر والفقه والتفسير.

## سيرته
هو عزّ الدين عبد العزيز بن علي بن عبد العزيز بن عبد السلام الشيرازي الأصل المكيّ الدار والمعروف بالزَّمزمي. ولد سنة 900 هـ/ 1495 م وقد دخل بلاد الشام في أثناء سفره من الحجاز إلى الأناضول في سنة 952 هـ/ 1545 م. وسكن دمشق مدة ثم حلب ثم ذهب إلى إسطنبول.

توفي الزمزمي في 9 ذي القعدة 976 هـ/ 24 أبريل 1569 م.

## مهنته
كان عبد العزيز الزمزمي من علماء الدين وله نظم ونثر. وهو يُطيل في القصائد وله قصيدةٌ بلغت تسعة وثمانين بيتًا. وشعره بديعيات، مديحٌ في النبي محمد، في الأكثر. وقد عارض البُردة للبوصيري : أمِن تذكُّر جيران بذي سَلَم . كما عارض الهمزية للبوصيري أيضًا : كيف تَرقى رُقيَّكَ الأنبياء؟. وله أيضًا رثاءٌ وأغراض أخرى.

ثم هو مصنف وله عدة مؤلفات .

## شعره
كان للزمزمي جاريتان أسمُ إحداهما غزال واسم الأخرى دام السُّرور. ثم اتّفق له أن باعَهُما، ولكنّه ندِمَ فقال:
وله قصيدةُ استغاثةٍ بمحمد رسول الإسلام:

## مؤلفاته
- فَيضُ الجود في حديث شَيَّبتني هود
- ديوان شعر، فيه بديعيات ومدائح في العُلماء والصالحين من أهل مكة
- تنبيهُ ذَوي الهِمَم على مآخذ أبي الطيّبِ من الشّعر والحِكَم
- شرحُ قصيدة بانت سُعاد
- القصص الحق في مدح خير الخَلق
- فتحُ الرِّداء في نَشر العلم والاهتداء
- نظمُ عِلم التَّفسير